# Veado-vermelho
O Cervus elaphus, comummente conhecido como veado-vermelho ou cervo (não confundir com as outras espécies do género Cervus, que partilham este nome comum), é uma espécie de veado de grande porte do hemisfério norte, distribuído pela Europa, Ásia e Norte da África. A espécie foi também introduzida em várias regiões do mundo.

## Etimologia
Quanto ao nome científico desta espécie:
- O nome genérico, Cervus, provém do latim clássico e significa «veado adulto».[4]

- O epíteto específico, elaphus, provém do neolatim[5], tratando-se de uma adaptação do étimo grego, ἔλαφος‎ (elafos), e significa «veado-vermelho».[6]

## Características
O veado-vermelho é um mamífero artiodáctilo ruminante da família Cervidae. É um animal de grande porte, sendo o maior cervídeo depois do alce. Os machos chegam a uma altura no garrote de 1,2 metro e 2,4 metros de comprimento. O peso varia com a região, sendo que mais ao norte os animais tendem a ser maiores: os machos podem pesar até 350 kg na Europa Central, mas na Península Ibérica não passam dos 250 kg e as fêmeas 150 kg. São mamíferos ungulados, porquanto cada pata assenta sobre dois dedos que terminam em cascos.

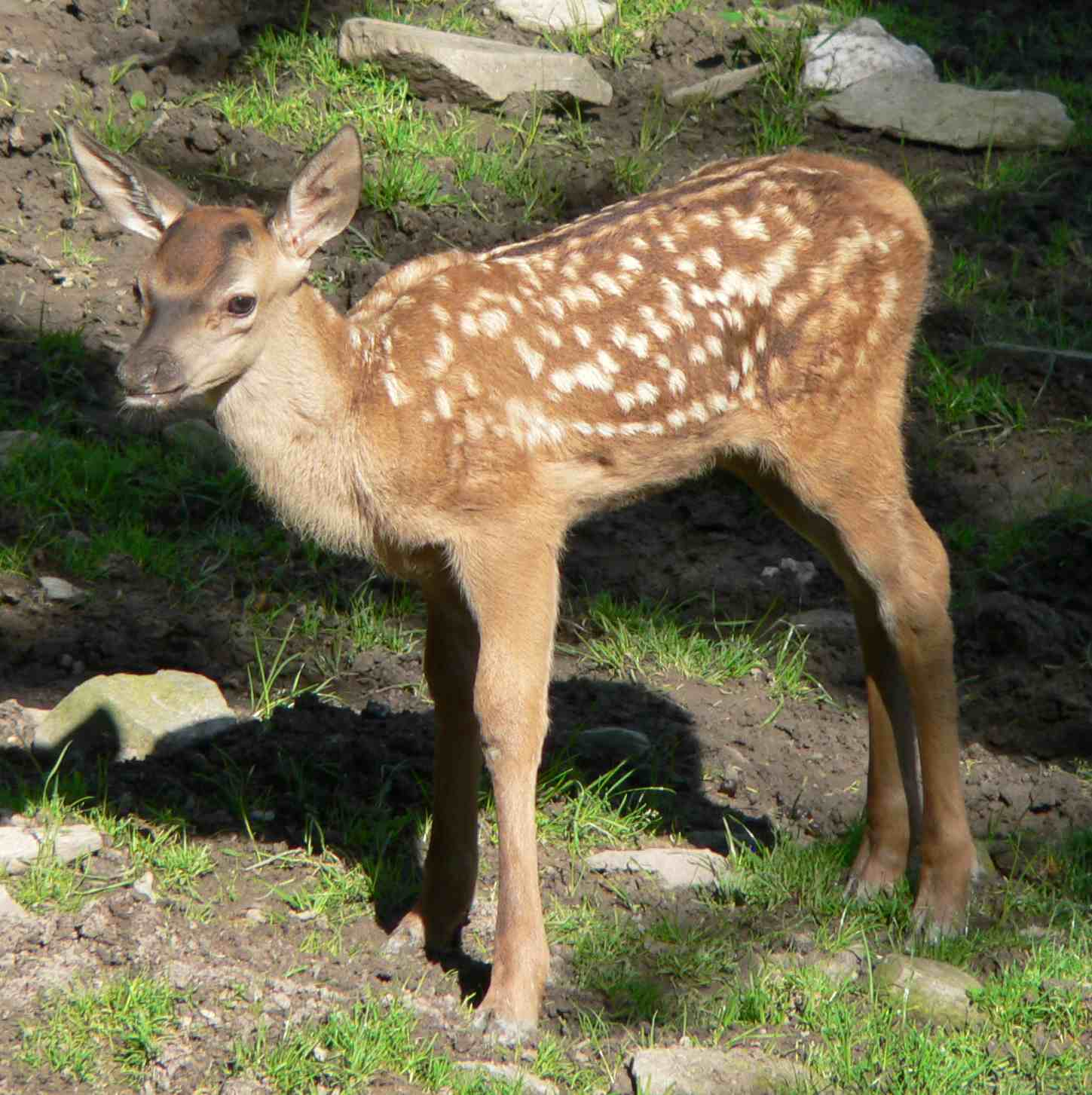
Cria de veado-vermelho.

A pelagem do veado-vermelho muda com a estação do ano, variando de castanho-avermelhado no verão a castanho-escuro no inverno. As crias de veado, conhecidas como enhos ou cervatos, apresentam manchas brancas no dorso, que as ajudam a camuflar-se e que desaparecem volvidos 2 a 3 meses de idade.
O veado-vermelho tem um marcado dimorfismo sexual. Os machos são mais pesados, têm o pescoço mais robusto comparado às fêmeas, podendo inclusive evidenciar uma espécie de pelagem mais densa junto ao pescoço, à guisa de juba. Em regiões como o norte da Europa os machos desenvolvem uma área de pelo espesso ao redor do pescoço no outono, formando uma juba.

### Galhadas
O aspeto mais chamativo de diferenciação entre machos e fêmeas é a presença nos machos das galhadas, também chamadas armações, coroação ou corna (isto é, o conjunto formado pelas hastes ou chifres dos veados). Trata-se de estruturas ósseas ramificadas, que crescem todos os anos no alto da cabeça dos machos, caindo após a época da reprodução. A galhada, quando ainda está em fase de crescimento chama-se saramátulo e encontra-se envolvida por uma fina capa de pele rica em vasos sanguíneos, que seca quando a galhada atinge o tamanho máximo no ano.
Em cada macho, a galhada cresce mais e ganha mais ramificações (a que se chamam «esgalhos») a cada ano, de maneira que os machos mais velhos têm galhadas mais exuberantes, dotadas de vários esgalhos. A função destas estruturas está ligada à competição pelas fêmeas durante a época da reprodução, quando machos rivais medem forças empurrando-se com as galhadas.

## Distribuição geográfica
As distintas subespécies de veado-vermelho distribuem-se por quase toda a Europa Ocidental, Europa Oriental, Norte da África (Marrocos, Tunísia e Argélia), Ásia Menor, sul da Sibéria e Ásia Central, alcançando parte da Índia (Caxemira) e China.
Na Europa, o veado-vermelho desapareceu de vastas áreas devido à caça e à desflorestação, mas a espécie tem vindo a recolonizado os antigos habitats ao longo do século XX. Actualmente as maiores populações de veados-vermelhos na Europa Ocidental se encontram nas terras altas (highlands) da Escócia.

### Portugal
Em Portugal o veado-vermelho foi quase extinto no século XX, e embora ainda seja uma espécie com pouca expressão nacional, os números de espécimes, considerando-se hoje em dia uma espécie em expansão.
Com efeito, ocorre de Norte a Sul de Portugal Continental, se bem que evidencia uma distribuição muito fragmentada. Os locais de ocorrência mais acentuada encontram-se mormente ao longo da fronteira com Espanha, estando representada nas áreas protegidas do Parque Natural da Serra de São Mamede, Parque Natural de Montesinho e Parque Natural do Tejo Internacional.
No Montesinho é uma importante presa natural do lobo-ibérico.

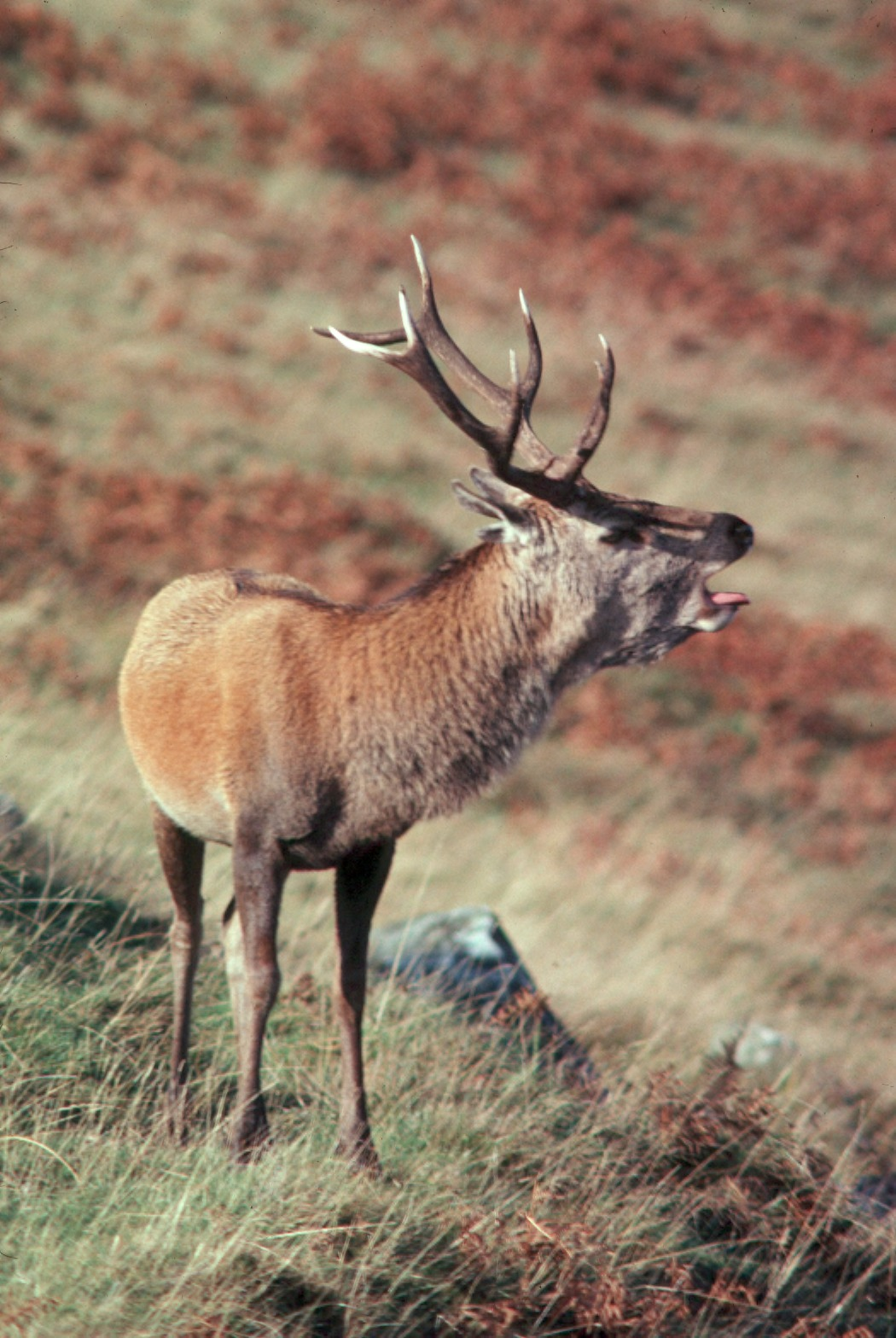
Um cervo vermelho emitindo sons.

O veado-vermelho foi também introduzido em outras áreas do país como a Tapada Nacional de Mafra e a Tapada Nacional de Vila Viçosa.
Na década de 1990 foi reintroduzido na Serra da Lousã, no centro de Portugal. Entre 1995 até 2004, foram reintroduzidos 120 animais nos concelhos da Lousã, Figueiró dos Vinhos, Penela, Miranda do Corvo, Góis, Castanheira de Pera e Pampilhosa da Serra, provenientes da Zona de Caça Nacional da Contenda e da Tapada de Vila Viçosa. Em 2017, há mais de 3000 veados a viver em estado selvagem na Serra da Lousã e áreas envolventes.

### Introdução como espécie exótica
Devido ao seu valor como espécie cinegética, o veado-vermelho foi introduzido em vários países como Argentina, Chile, Austrália e Nova Zelândia. Na América do Sul considera-se que o veado-vermelho tem um efeito negativo para a ecologia local, competindo com espécies de herbívoros nativos e alterando a flora.

### Habitat
O veado-vermelho ocupa diversos habitats diferentes, mercê da sua plasticidade ecológica, alternando entre florestas temperadas, matagais arbustivos, charnecas e ermos, dominadas por herbáceas que lhe forneçam pastagem.
Com efeito, em território português, o veado-vermelho tende a privilegiar florestas abertas, matos mediterrânicos ou montados, podendo estes estar associados a prados ou clareiras, ou não.

## Ameaças
Globalmente considerado pouco preocupante, algumas subespécies são consideradas vulneráveis, como a C. elaphus barbarus do Norte da África e a C. elaphus corsicanus da Córsega e Sardenha.
Um grave problema na Grã-Bretanha e Irlanda é o cruzamento do veado-vermelho autóctone com um cervídeo asiático introduzido, o veado-de-sica (Cervus nippon). Acredita-se que em pouco tempo todas as populações das ilhas britânicas poderão ser híbridos entre o veado-vermelho e o veado-de-sica.

## Subespécies
Há uma espécie de veado do noroeste da Ásia e América do Norte (Canadá e Estados Unidos) - o uapiti - que às vezes é considerada uma subespécie do veado-vermelho, Cervus elaphus canadensis. Estudos genéticos recentes, porém, sugerem que se trata de uma espécie separada, Cervus canadensis.
As subespécies de Cervus elaphus são as seguintes:
| Nome                             | Subespécie                  | Status           | Distribuição histórica                                              |
| -------------------------------- | --------------------------- | ---------------- | ------------------------------------------------------------------- |
| Veado-vermelho-europeu-ocidental | Cervus elaphus elaphus      |                  | Europa Ocidental                                                    |
| Veado-vermelho-europeu-oriental  | Cervus elaphus hippelaphus  |                  | Europa Oriental, Balcãs                                             |
| Veado-vermelho-ibérico           | Cervus elaphus ibericus     |                  | Península Ibérica                                                   |
| Maral                            | Cervus elaphus maral        |                  | Ásia Menor, Crimeia, Cáucaso, Irão                                  |
| Veado-bárbaro                    | Cervus elaphus barbarus     | Baixo risco (NT) | Marrocos (extinto), Tunísia e Argélia                               |
| Veado-vermelho-da-sardenha       | Cervus elaphus corsicanus   | Ameaçado (EN)    | Córsega, Sardenha                                                   |
| Veado-da-caxemira                | Cervus elaphus hanglu       | Ameaçado (EN)    | Caxemira                                                            |
| Veado-bactriano                  | Cervus elaphus bactrianus   | Vulnerável (VU)  | Afeganistão, Casaquistão, Turcomenistão, Uzbequistão e Tadjiquistão |
| Veado-de-yarkand                 | Cervus elaphus yarkandensis | Ameaçado (EN)    | Xinjiang (China)                                                    |

## Alimentação
O veado-vermelho come uma grande variedade de matéria vegetal. As fontes de alimentos destes animais incluem ervas, folhas, brotos de árvores e arbustos, frutos e cogumelos. No outono e inverno europeu consomem muitas bolotas de carvalhos e árvores similares.

## Comportamento social e reprodução
Como muitos cervídeos, o veado-vermelho é uma espécie social. Durante a maior parte do ano, machos e fêmeas andam em grupos separados por sexo. Na época do acasalamento, entre setembro e novembro, os machos adultos formam haréns com até 20 fêmeas. Nessa época os machos competem pelas fêmeas, medindo forças pela forma e tamanho das galhadas. Os machos também emitem altos bramidos que atraem as fêmeas e servem para intimidar os rivais - o que faz com que a época de reprodução seja conhecida como brama ou berra,  e que os espaços onde os veados em cio se encontram se chamem «bramadeiros».
Caso a intimidação visual ou sonora falhe, os machos lutam com as galhadas, empurrando-se até que o mais fraco fuja. Sendo certo que, em geral os machos não se aleijam nestas lutas, há casos em que as galhadas, por vezes, causam graves feridas.
As crias nascem após uma gestação de 240 a 262 dias, entre os meses de maio e junho. As fêmeas têm em geral uma cria, às vezes duas. Ao nascer, pesam cerca de 16 kg e passam a acompanhar a manada após duas semanas. O desmame ocorre aos dois meses, e a independência da mãe após um ano de vida, quando nascem as próximas crias.
O veado-vermelho pode viver 20 anos em cativeiro e até 13 anos em estado selvagem.